# Compsacrella
Compsacrella is een geslacht van rechtvleugeligen uit de familie veldsprinkhanen (Acrididae). De wetenschappelijke naam van dit geslacht is voor het eerst geldig gepubliceerd in 1938 door Rehn & Hebard.

## Soorten
Het geslacht Compsacrella  is monotypisch en omvat slechts de volgende soort:
- Compsacrella poecila (Rehn & Hebard, 1938)